# Булекпаев, Аманжол Куанышевич
Аманжол Куанышевич Булекпаев (каз. Аманжол Қуанышұлы Бөлекпаев; 1 января 1941, Новоишимка — 26 декабря 2013, Астана) — казахский политический деятель, Депутат Сената Парламента Республики Казахстан II, III, IV и V созывов; аким города Акмола в 1992—1997 годах. Почётный гражданин города Астана.

## Биография

### Образование и профессиональная деятельность
Родился 1 января 1941 года в Новоишимке. Происходит из рода курлеут племени кыпшак.
Окончил заочно Целиноградский сельскохозяйственный институт в 1981 году по специальности «инженер-механик». Работал шофёром на следующих предприятиях:
- Рождественская автобаза Целиноградской области (1958—1960)
- Целиноградская областная контора Госбанка КазССР (1960), инкассатор
- Таксомоторный парк г. Целинограда (1964—1981), главный инженер, начальник автоколонны
- Автотранспортное предприятие № 2 Целиноградского грузового автоуправления (1981—1983), начальник

### Политика
На протяжении 11 лет Булекпаев возглавлял администрацию города Целиноград:
- Заместитель председателя Советского райисполкома г. Целиноград (1983—1987)
- Начальник пассажирского автотранспортного управления г. Целиноград (1987)
- Председатель Целиноградского горисполкома и городского Совета народных депутатов (1987—1992)

После становления независимости Казахстана Аманжол Куанлышевич возглавлял Акмолинскую городскую администрацию (позднее пост переименован в акима Акмолы) и Административный совет Акмолинской СЭЗ (1992—1997). С декабря 1997 по сентябрь 1999 года — начальник городского таможенного управления города Астаны. В 1990 году Аманжол Куанлышевич был избран в Верховный совет Республики Казахстан 12-го созыва (1990—1993), с 1999 и до конца своей жизни был Депутатом Сената Парламента Республики Казахстан II, III, IV и V созывов; член партии «Нур Отан» с 1999 года. Входил в следующие комитеты при Парламенте:
- Комитет по международным делам, обороне и безопасности
- Комитет по международным отношениям, обороне и безопасности
- Группа сотрудничества с Сенатом Республики Польша
- Группа сотрудничества с Национальным Собранием Республики Корея

Награждён орденом «Знак Почёта» в 1981 году, орденом «Қурмет» в 1997 году, рядом медалей и званием почётного гражданина города Астаны.
Скончался 26 декабря 2013 года в Астане. Похоронен на городском кладбище Астаны (мусульманская часть кладбища).

### Вне политики
Жена: Жаухар Кунафьяновна Нурмухаметова. Дети: Гульнара (1964 г.р.), Марат (1971 г.р.). Воинское звание — полковник запаса. Возглавлял шахматную федерацию г. Астаны, увлекался бильярдом, слушал классическую музыку.